# Oxfordsystemet
Oxfordsystemet är ett förekommande system för källhänvisningar i en text.  
Enligt Oxfordsystemet används noter med källreferenser. Noterna kan antingen placeras längst ned på sidan, så kallade fotnoter, i slutet av varje kapitel eller avsnitt, eller (vanligast) samlas i ett särskilt avsnitt i slutet av verket, så kallade slutnoter. Noterna är då alfabetiskt uppställda.
Typografiskt skrivs notreferensen i upphöjt läge, exempelvis 1 för att hänvisa till den första noten.
Det finns två syften med att i fotnoter ange belägg och hänvisa till källor m.m.. Det ena är för att inte ta åt sig äran åt något som andra har skrivit och därmed bli anklagad och kanske fälld för plagiat. Det andra är för att kunna spåra fel, förutsättningar m.m., vilket är viktigt ur ett källkritiskt perspektiv. Läsaren skall själv kunna kontrollera exakt vad författaren byggt framställningen på och därmed bedöma slutsatsernas bärighet. En texthänvisning med tillhörande referens skall alltså innehålla så mycket information och vara så tydlig att man kan hitta originalkällan.
1. ↑  Thurén, T (2003). ”Sant eller falskt? Metoder i källkritik” (på svenska). KBM:s utbildningsserie (Stockholm: Krisberedskapsmyndigheten) 2003:7.

## Andra system

### Harvardsystemet
Harvardsystemet, som även kallas författare–årtal-systemet, använder istället hänvisningar inom parentes i den löpande texten.

### Vancouversystemet
Vancouversystemet liknar Oxfordsystemet, men där anger man referensen med ett icke upphöjt positivt heltal inom hakparentes, till exempel [1] för källa nummer 1 i källförteckningen, som är numeriskt uppställd. Vancouversystemet är den vanligaste metoden inom naturvetenskap och teknik.